# Щербина Святослав Анатолійович
Святосла́в Анато́лійович Щерби́на — підполковник Збройних сил України.
В 2015—2017 роках — командир 199-го навчального центру ВДВ.

## Нагороди
За особистий внесок у зміцнення обороноздатності Української держави, мужність, самовідданість і високий професіоналізм, виявлені під час виконання військового обов'язку, та з нагоди Дня Збройних Сил України нагороджений орденом Богдана Хмельницького III ступеня (2.12.2016).